# پیتر پنج هشت
پیتر پنج هشت (به انگلیسی: Peter Five Eight) یک فیلم دلهره‌آور آمریکایی به نویسندگی و کارگردانی مایکل زایکو هال و با بازی کوین اسپیسی است.

## بازیگران
- کوین اسپیسی در نقش پیتر[۳]
- جت ژاندرو در نقش سم[۴]
- ربکا د مورنی در نقش برندا[۵]
- جیک وبر[۶]

## تولید
فیلمبرداری در شهرستان سیسکیو، کالیفرنیا در سپتامبر ۲۰۲۱ انجام شد. این فیلم تا مهٔ ۲۰۲۲ کامل شده بود.

## انتشار
پیتر پنج هشت در ۲۲ مارس ۲۰۲۴ در ایالات متحده اکران شد.